# 61 Cygnus Alpha
61 Cygnus Alpha is het laatste studioalbum van Syn, dat de band kon samenstellen uit de verzameling muziek die ze gedurende de periode maart 2000 tot en met april 2002 had opgenomen. Het enig lid van de band, David T. Dewdney, gebruikte zijn eigen Synstudio te Mthil om de muziek van te leggen. 

## Musici
- David T. Dewdney – synthesizers en elektronica waaronder de Roland RE201 Space Echo en Revox bandrecorder

## Muziek
| Nr. | Titel                            | Duur  |
| --- | -------------------------------- | ----- |
| 1.  | 61 Cygnus Alpha (maart 2000)     | 19:56 |
| 2.  | Sea of Orion (april 2000)        | 20:28 |
| 3.  | Crystal dreaming (februari 2001) | 26:58 |
| 4.  | Silbury Hill (januari 2002)      | 6:18  |
| 5.  | Northwind (april 2002)           | 4:10  |